# صبغة (محافظة شرورة)
صبغة هو مركزٌ سعوديٌ تابعٌ لمحافظة شرورة التابعة لمنطقة نجران، في المملكة العربية السعودية. المركز من الفئة (ب)، ورمزه 2429 حسب دليل الترميز الموحد للمناطق الإدارية بالمملكة العربية السعودية.